# Kraken (nemzetség)
A Kraken a Cercozoa kládba tartozó amőbák nemzetsége, egyetlen ismert faja a Kraken carinae. Kis kerek sejtteste van vékony, hosszú filopódiumokkal és akár 1 mm átmérővel. Édesvízben és talajban élő bakterivor amőba.

## Történet
2016-ban írták le Dumack et al. a nemzetséget a Kölni Egyetemen. Thomas Cavalier-Smith 1998-ban írta le a ostorosokból és filopódiumképző amőbákból álló morfológiailag sokszínű Cercozoát. Genetikai és morfológiai elemzések alapján a Kraken ide tartozik.
Jelenleg egy ismert faja van, a Kraken carinae. Genetikai, ultraszerkezeti és filogenetikai elemzések alapján nem volt pontosan behelyezhető korábban létező családba, így új családot hoztak létre 2017-ben Dumack et al. Krakenidae néven, továbbá a szintén új Krakenida rendbe is sorolható.
2017-ben nem hozták létre Dumack et al. a Krakenidát, azonban Cavalier-Smith et al. 2018-as összefoglalójában a Krakenidae családra hivatkozó leírást adott a többi Cercozoa-fajtól való jelentős morfológiai különbségek és az azokkal való csoportosulás hiánya miatt. Ez utóbbiban írta le a Krakeniát is, melyet az Imbricateába helyezett.
2019-ben Adl et al. a Cercozoában incertae sedisként sorolták be.

### Etimológia
A Kraken névadója a protogermán Krakonen szó, mely a skandináv mitológia szörnyét jelenti. Nevét táplálkozási módja miatt kapta, ahol az elágazó filopódiumok nagy hálózata baktériumokat kap el és visz a sejttestbe. A mitológiai krakent karjával zsákmányát hasonlóan elkapóként írták le.
Típusfajának, a Kraken carinaenek névadója a latin carina – hajó, dióhéj – szó, mely a mitológia krakenjének zsákmányára utal, emellett Carina Plattenre is utal, aki a nemzetség és faj felfedezőit segítette.

## Morfológia
Sejtteste kerek, általában 7–9 μm átmérőjű. Egy nagy filopódium a sejttest bazális végén indul – gyűrűszerű bemélyedése közelében, és 300 μm-ig tágul. Jelentős elágazásai és nagy hálózatképzése révén több mint 500 μm átmérőig nő. A filopódiumok vékonyak, végükön keskenyednek. Nagyon törékeny: a sejttestre történő kis mechanikai behatás esetén a filopódiumok visszahúzódnak, és gyakran a sejt elhal. Ostora, kinetoszómája vagy ostorgyökérrendszere nincs. Sejtfelszíni bemélyedése a hozzá tartozó sejtmagot is benyomja.
Filopódiumait zsákmány-, elsősorban baktériumszerzésre használja. Ezek hálózatukon keresztül fogják a zsákmányt. Ezután a baktériumok a filopódiumokon át vagy azok közt a sejttestbe mennek, ott emészti őket.
Sejtteste nem fedett, ehelyett egyrétegű, a Golgi-készülék ciszternáiban keletkező, majd a felszínhez kerülő egyenlően eloszló, át nem fedő szilikátpikkelyek veszik körül.
Általában csak egy magja van, de kétmagvú példányai is ismertek. Szaporodási módja ismeretlen, és az se ismert, hogy ivarosan vagy ivartalanul szaporodik. A magok egy nagy kerek nukleólusszal rendelkeznek.
1 kontraktilis vakuóluma, 1 (ritkán 2) nagy emésztő űröcskéje és számos kis szemcséje van. Emellett változó számú mitokondriuma van lapos cristákkal. Perifériája körül extruszómák vannak, és zsákmányszerző belső kapszulája van. Emellett ozmiofil testei is vannak, és nincs endocitobiózisban élő baktériuma. Ürítéskor egy emésztő űröcskét kilök.
Bár nem találtak Dumack et al. bizonyítékot a héj létére, a sejttest körüli szerves héj lehetőségét feltételezték.
Ritkán, lassan mozog 3 erősen különös módszerrel. A filopódium a szubsztráthoz tapadva a sejttestet a felszín felett ritmikusan előre-hátra mozgatja. A sejttest emellett erősen elágazó filopódium mentén is mozoghat. Egyedi módon a Kraken sejttestét teljesen lebonthatja, annak anyagát filopódium-hálózatán keresztül szállítva, ahol lerakódik és másutt újra összeáll. Így a sejttest a filopódiumok disztális végeihez kerül, ahol korábbi filopódiuma visszahúzódik, és új keletkezik helyette.

### Összetéveszthetőség
Bár filopódiumai akár több mint 0,25 mm2-t lefedhetnek, azok baktériumokkal teli felszínen nehezen megfigyelhetők. Fénymikroszkóppal és alacsony nagyítással vagy kontraszttal könnyen összetéveszthető: például a szemcse nélküli filopódiumokon át haladó baktériumok szemcsékkel téveszthetők össze, így tévesen Granofilosea- (például Mesofila- vagy Limnofila-) fajként azonosítható.

### Hasonlóságok

#### Chlorarachniophyceae
Mivel a Chlorarachniophyceae egyik nemzetségében, a Bigelowiellában megfigyelthez hasonló sejttestbontó és -újraépítő mozgása, ezt – mivel előbbi csoport a többi Cercozoa-csoport testvére – lehetséges ősi jellegként azonosították Dumack et al. 2017-ben. Azonban a Chlorarachniophyceae és a Kraken elsősorban felszínhez rögzülten él, így a mozgásminta lehet egyszerűen üledékben való életmódhoz való alkalmazkodás, mely a két taxonban függetlenül fejlődött ki, és lehetővé teszi egy védő pórusból egy másikba a gyors mozgást.

#### Granofilosea
A Limnofilához hasonlóan a Kraken is lassan mozgó nagy filopódium-hálózatot képző egymagvú amőba egymagvú sejttesttel, és extruszómáik is hasonlítanak abban, hogy van hengerük, mely töltés hatására kiemelkedik.

## Élőhely
Csak Európában és az Antarktiszon figyelték meg, de feltehetően az egész világon él. Száraz felszíni talajüledékben él elsősorban sok baktériumot tartalmazó környezetekben. Emellett édesvízi tavakban és vízi mohapillérekben is él az Antarktiszon, így feltehetően tágabb tűrésű, és több helyen él. Preferált környezete nem ismert.

## Életciklus
A Kraken nyugalmi állapotban cisztát képezhet. Trofozoitaként kerek, és nincs lebegő, aktívan úszó vagy ostoros állapota. Cisztája lehet részben vagy egészben sejtplazmával kitöltött is, és rajta baktériumok élnek.

## Ökológia
Egyes tagjai mezőgazdasági növényeken, például búzán is megélnek, ez alapján ismeretlen ökoszisztéma-kölcsönhatásai lehetnek. Elsősorban baktériumokat eszik.
A baktériumok a perifériáról kerek szerkezetekkel kerülnek a sejttestbe.

## Genetika
18S rDNS-e 1640–1699, általában 1680 bp hosszú, és nincs intronja. A K. carinae típustörzse a KJ0002, ennek 18S rDNS-típusszekvenciája KP940376 azonosítóval érhető el

## Filogenetika
Kizárólag 18S rRNS-en alapuló fákon a Paracercomonadida-rokonság lehetőségét nem zárták ki, morfológiája is hasonlított ostorhiányától eltekintve, és egy kétgénes elemzés alátámasztotta a Kraken és a Paracercomonadidae közti testvércsoporti kapcsolatot, de ennek alátámasztottsága alacsony volt (98% feltételes valószínűség, 63% összesített arány).
de egy sokgénes elemzés szerint a Sarcomonadea „eSarcomonad” környezeti kládjának és feltehetően az Imbricatea Placonuda alosztálya rokona. Maximális valószínűségű fákon a környezeti klád a Glissomonadida testvércsoportja lehetett, és a Kraken jelentős alátámasztás nélkül a harmadik legbazálisabb Cercozoa-kládként szerepelt. A Kraken mellett a Krakenia a környezeti Sarcomonadida-kládokat is tartalmazza.
A filopódiumokban lévő szemcsék hiánya alapján valószínűtlen a Granofilosea-rokonság.
2016-ban Dumack et al. a „valódi” (mozgásra használt) filopódiumú Filosa filogenetikájának megfelelőként írta le a csoportot.
Scoble és Cavalier-Smith 2014-ben feltételezték, hogy az Imbricatea közös őse a Krakenhez hasonló sima ovális egyrétegű szilikátpikkelyekkel rendelkezett, ez alapján Dumack et al. 2017-ben lehetségesnek tartották, hogy a Kraken ősi Imbricatea-nemzetség lehet.
Jabuki és Isida 2018-as filogenetikai fájában az Imbricatea testvércsoportjában szerepelt a Ventrifussura nemzetséggel együtt, vagyis Cavalier-Smith et al. 2018-as rendszertanához hasonlóan nem a Paracercomonadába tartozott.

### További kládok
Az Euglyphida héjaiba szilikátpikkelyeket ágyaz, melyet az Imbricateában ősinek tekint Siemensma et al., mivel a Krakent bazális nemzetségeként írta le.

## Fordítás
Ez a szócikk részben vagy egészben  a   Kraken (Cercozoa) című angol Wikipédia-szócikk ezen változatának fordításán alapul.  Az eredeti cikk szerkesztőit annak laptörténete sorolja fel. Ez a jelzés csupán a megfogalmazás eredetét és a szerzői jogokat jelzi, nem szolgál a cikkben szereplő információk forrásmegjelöléseként.